# Џампa Лахири
 Џампa Лахири (енгл. Jhumpa Lahiri), право име (енгл. Nilanjana Sudeshna Lahiri) рођена у Лондону, 11. јула 1967. године, једна је од најзначајнијих америчких савремених књижевница.

## Биографија
Џампa Лахири је рођена у Лондону у индијској емигратској породици. Врло брзо по њеном рођењу породица се преселила у САД. Завршила је студије књижевности, магистрирала компаративну књижевност и докторирала на ренесансној уметности.
Године 1988. објављује своје прве приче у часопису Њујоркер.
Прва објављена Џампина књига је Тумач болести објављена 1999. године. Након ње објављује роман Имењак 2003. године који је касније преточен у истоимени филм. Након два романа објављује збирку приповедака Нова земља 2008. године. Следи затим роман Равница или код нас објављен као Сунце у њеној коси 2013. године.
Предавала је креативно писање на Универзитету Принстон, а од 2012. године члан је Америчке академије за књижевност и уметност. Тренутно живи у Риму и пише на италијанском језику.
2015. године је објавила своју прву књигу написану на италијанском језику, In altre parole (In Other Words). Лахири је наставила да пише на италијанском језику, а 2018. објавила је роман Dove mi trovo (Whereabouts).

## Дела

### Романи
- Тумач болести (Interpreter of maladies), 1999.
- Имењак (The Namesake), 2003.
- Равница (The Lowland), 2013.
- In altre parole (In Other Words), 2015.
- Dove mi trovo (Whereabouts), 2018

### Приче
- Нова земља (Unaccustomed Earth), 2008.

## Награде
Роман Тумач болести 2000. године награђен је са „Пулицеровом наградом“ као и наградом ПЕН/Хемингвеј. Сем „Пулицерове награде“ Џампa Лахири освојила је и низ престижних награда.
Године 2014. јој је уручена Национална медаља за хуманистичке науке од стране председника САД Барака Обаме.